# Dysidiothericles soni
Dysidiothericles soni är en insektsart som beskrevs av Marius Descamps 1977. Dysidiothericles soni ingår i släktet Dysidiothericles och familjen Thericleidae. Inga underarter finns listade i Catalogue of Life.